# Rhododendron cremnastes
Rhododendron cremnastes är en ljungväxtart som beskrevs av I. B. Balf. och Farrer. Rhododendron cremnastes ingår i släktet rododendron, och familjen ljungväxter. Inga underarter finns listade i Catalogue of Life.